# Sant Pere de Ribes
Sant Pere de Ribas (em catalão e oficialmente), San Pedro de Ribas (em castelhano) ou simplesmente Ribes é um município da Espanha na comarca de Garraf, província de Barcelona, comunidade autónoma da Catalunha. Tem 40,71 km² de área e em 2021 tinha 31 525 habitantes (densidade: 774,4 hab./km²).

### Demografia
| Variação demográfica do município entre 1991 e 2004[carece de fontes?] | Variação demográfica do município entre 1991 e 2004[carece de fontes?] | Variação demográfica do município entre 1991 e 2004[carece de fontes?] | Variação demográfica do município entre 1991 e 2004[carece de fontes?] |
| ---------------------------------------------------------------------- | ---------------------------------------------------------------------- | ---------------------------------------------------------------------- | ---------------------------------------------------------------------- |
| 1991                                                                   | 1996                                                                   | 2001                                                                   | 2004                                                                   |
| 13662                                                                  | 18695                                                                  | 23134                                                                  | 25280                                                                  |